# Ås (Trøndelag)
Ås – wieś i centrum administracyjne gminy Tydal w norweskim okręgu Trøndelag. Leży nad rzeką Neą w pobliżu miejsca, gdzie uchodzi do niej Tya. Około kilometra na północny wschód znajduje się wieś Østby, a 5 km na zachód kościół w Tydal.